# David Owain Maurice Charles
David Owain Maurice Charles, meist kurz David Charles (* 20. Jahrhundert) ist ein britischer Philosoph und Philosophiehistoriker auf dem Gebiet der antiken Philosophie.
Charles ist Howard H. Newman Professor für Philosophie und Classics an der Yale University. Zuvor war er seit 1979 Colin Prestige Fellow und Professor für Philosophie am Oriel College, Oxford, und CUF Lecturer in Philosophie an der Fakultät für Philosophie der Universität Oxford. Er hatte Gastprofessuren an der University of California, Los Angeles und an der Rutgers University sowie in Japan inne.
Charles arbeitet im Wesentlichen zu Aristoteles (Theorie der Handlung, Ethik und Metaphysik, Hylemorphismus) sowie zur Philosophie des Geistes.

## Schriften (Auswahl)
- Aristotle’s Philosophy of Action. London 1984.
- (Hrsg. mit Kathleen Lennon): Reduction, Explanation and Philosophical Realism. 1992.
- (Hrsg. mit Theodore Scaltsas und Mary Louise Gill): Unity, Identity and Explanation in Aristotle’s Metaphysics. 1994.
- Aristotle on Meaning and Essence. Oxford University Press, Oxford 2000.
- (Hrsg. mit Michael Frede): Aristotle’s Metaphysics Book Lambda. Oxford University Press, Oxford 2000.
- (Hrsg. mit William Child): Wittgensteinian themes. Essays in honour of David Pears. Oxford University Press, Oxford 2001.
- (Hrsg.): Definition in Greek Philosophy. Oxford University Press, Oxford 2014.
- The Undivided Self. Aristotle and the ‘Mind-Body-Problem’. Oxford University Press, Oxford 2021.
- (Hrsg.): The history of hylomorphism: from Aristotle to Descartes. Oxford University Press, Oxford 2023. – Rezension von Andree Hahmann, Bryn Mawr Classical Review 2025.01.26